# Diocèse de Sertei
Le diocèse de Sertei (en latin : Dioecesis Serteitana ) est un siège supprimé et titulaire de l'Église catholique en Algérie.

## Histoire
Le Sertei, identifiable à Kherbet-Guidra dans l'actuelle Algérie dans la commune de Khelil, est un ancien siège épiscopal de la province romaine de Mauritanie Sitifense.
Des fouilles archéologiques ont mis au jour les vestiges d'une basilique chrétienne, construite hors les murs et entourée d'un cimetière, datant de la première moitié du Ve siècle et détruite par un incendie à une époque indéterminée.
Il y a trois évêques documentés de ce diocèse africain. Le donatiste Maximien participe à la conférence de Carthage de 411, qui réunit les évêques catholiques et donatistes d'Afrique romaine ; le catholique Félix, bien qu'il soit présent à Carthage, n'a pas pu assister à la conférence en raison d'une maladie du pied, mais a été inscrit parmi les personnes présentes par Alypius de Thagaste,.
Le troisième évêque connu est Victorinus (Vittorino), dont le nom figure à la 28e place dans la liste des évêques de Mauritanie Sitifense convoqués à Carthage par le roi vandale Unerico en 484 ; Vittorino était déjà mort lorsque cette liste a été dressée,.
Depuis 1933, le Sertei compte parmi les sièges épiscopaux titulaires de l'Église catholique. Le siège est vacant depuis le 14 mars 2022.

## Liste des évêques
- Évêques résidents :
  - Félix † (mentionné en  411 )
  - Maximien † (mentionné en 411 ) (évêque donatiste )
  - Vittorino † (avant 484 )

- Évêques titulaires :
  - Thomas Niu Hui-ching † (12 janvier 1943 - 11 avril 1946 nommé évêque de Yanggu )
  - John David Hubaldus Lehman, CIM † (12 février 1948 - 16 janvier 1967 décédé)
  - Luis Armando Bambaren Gastelumendi, SI † (1er décembre 1967 - 2 juin 1978 nommé prélat de Chimbote )
  - Agustín Alejo Román Rodríguez † (6 février 1979 - 11 avril 2012 décédé)
  - Irineu Roman, CSI (8 janvier 2014 - 6 novembre 2019 nommé archevêque de Santarém )
  - Martin Laliberté, PME (25 novembre 2019 - 14 mars 2022 nommé évêque de Trois-Rivières )